# Хумайр

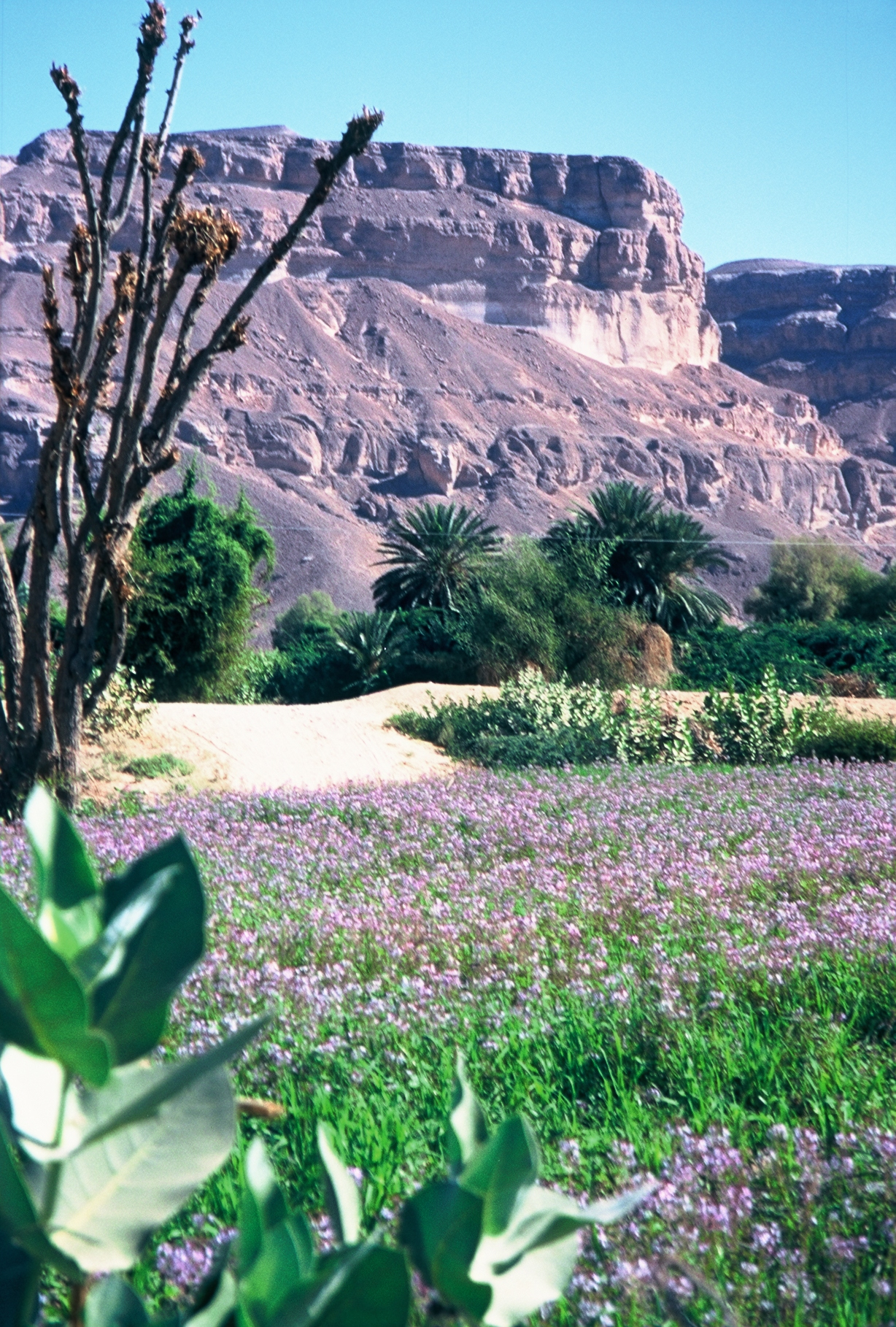
Вади Хадрамаут

Хумайр — деревня в восточном Йемене. Расположена в провинции Хадрамаут недалеко от Шибама, в одноимённом вади, впадающем в вади Хадрамаут. Недалеко от деревни обнаружены памятники бронзового века .